# Kurt Friedrichs
Kurt Otto Friedrichs (Kiel, 28 settembre 1901 – New Rochelle, 31 dicembre 1982) è stato un matematico tedesco, noto per i suoi contributi alla matematica applicata, per aver contribuito alla nascita del Courant Institute e per essere stato insignito della National Medal of Science.

## Vita
Poco dopo la sua nascita a Kiel la sua famiglia si trasferì a Düsseldorf e qui egli crebbe. Frequentò varie università della Germania dedicandosi allo studio delle opere di Edmund Husserl e Martin Heidegger, ma alla fine si rese conto che il suo maggiore interesse era la matematica. Negli anni 1920, egli proseguì i suoi studi all'Università di Gottinga, presso il prestigioso Istituto Matematico allora diretto da Richard Courant. Con Courant da allora fu legato da comunanza di interessi e amicizia.
Nel 1931, Friedrichs divenne professore ordinario alla Technische Hochschule di Braunschweig. Nei primi giorni del febbraio 1933, pochi giorni dopo la nomina a Cancelliere di Hitler, Friedrichs incontrò una studentessa ebrea, Nellie Bruell, e se ne innamorò. La loro relazione divenne sempre più difficile a causa delle leggi antisemite del governo nazista e nel 1937 Friedrichs e Nellie Bruell emigrarono separatamente a New York dove poterono sposarsi; dal loro lungo e felice matrimonio nacquero cinque figli.
Courant aveva lasciata la Germania nel 1933 e aveva fondato un istituto per studi post lauream all'Università di New York. Friedrichs lo raggiunse nel 1937 e rimase in questa istituzione per 40 anni. Egli fu prezioso per lo sviluppo di quello che viene ora chiamato Courant Institute of Mathematical Sciences contribuendo a renderlo uno dei più prestigiosi istituti per la ricerca in matematica applicata del mondo. Friedrichs morì vicino a New York nel 1982.

## Attività
Il più grande contributo di Friedrichs alla matematica applicata fu il suo lavoro sulle equazioni differenziali parziali. Egli inoltre fece maggiori ricerche e scrisse molti libri ed appunti sulla teoria dell'esistenza, sui metodi numerici, sugli operatori differenziali nello spazio di Hilbert, sulla deformazione non lineare delle lamine, sui flussi attraverso le ali, sulle onde solitarie, sulle onde d'urto, sulla combustione, sulle onde d'urto della magnetofluidodinamica, sui flussi relativistici, sulla teoria dei quanti, sulla perturbazione dello spettro continuo, sulla teoria delle dispersioni, sulle equazioni iperboliche simmetriche. Assieme al matematico Cartan, Friedrichs diede una formulazione geometrica della teoria della gravitazione di Newton—altrimenti nota come “teoria di Newton–Cartan”— e successivamente sviluppata da Dautcourt, Dixon, Dombrowski and Horneffer , Ehlers , Havas , Künzle, Lottermoser, Trautman, e altri autori.

## Riconoscimenti
Friedrichs nel 1959 divenne membro della National Academy of Sciences degli Stati Uniti. Per i suoi contributi egli ricevette varie onorificenze e vari premi. C'e un premio per gli studenti che prende il nome da Friedrichs all'Università di New York. Nel novembre 1977 ricevette la National Medal of Science dal Presidente Jimmy Carter"  per aver persuaso le forze della matematica moderna ad occuparsi di problemi di fisica, fluidodinamica, ed elasticità".